# 吴泌
吴泌（？—1713年），江南徽州府歙县人，贡生。盐商吴荣赞之子。
康熙五十年（1511年）农历八月，吴泌参加江南乡试，在考前与考官通关节贿买，由余继祖通过安徽巡抚叶九思门生员炳门路，请托关照。议定白银八千两，先交付金一百、银二千。员炳于八月初三假充叶九思之子叶于乔的家人，进见叶九思，假称吴泌系其表弟，乞求提拔。次日一早，员炳寻见余继祖，在布政司书办李启叔丈杜功德家写关节，系“其实有”三字，放在第一破题内。员炳照样写一小封，于初七日送给叶九思。叶九思将关节三字“其实有”交给同考官、泾县知县陈天立，转交给副主考赵晋（二人系亲戚关系）。考试后，陈天立凭关节查到吴泌试卷，在二十一日酉时，串通负责批阅吴泌试卷的房考官、句容县知县王曰俞，由王曰俞推荐，由赵晋录取吴泌。九⽉九⽇发榜后辛卯科场案发。这个案件审理过程一波三折，直至二年后的康熙五十二年（1713年）才审结，除前任安徽巡抚叶九思病故、泾县知县陈天立自缢外，其余涉案人俱按律定罪，副主考官赵晋和同考官王曰俞、方名三人，被指与考生串通舞弊，判处斩立决；吴泌等考生，以及余继祖、员炳、李奇三位参与贿卖作弊的中间人，判处绞监候，秋后处决。